# إيميليانو بابا
إيميليانو بابا (بالإسبانية: Emiliano Papa)‏ (19 أبريل 1982 في الأرجنتين - ) هو لاعب كرة قدم أرجنتيني في مركزي الظهير والدفاع. شارك مع منتخب الأرجنتين لكرة القدم. أما مع النوادي، فقد لعب مع إنديبندينتي وتيغري وروزاريو سنترال وفيليز سارسفيلد.

## مسيرته الكروية
لعب إيميليانو بابا خلال مسيرته الاحترافية مع 5 أندية في واحد وعشرون موسمًا وسجل خلالها 13 هدفًا ضمن 497 مباراة. ولم يفز بأي موسم بالكأس وفاز في ثلاثة مواسم بالدوري.
خاض إيميليانو بابا مسيرته مع نادي روزاريو سنترال في موسم 2001–02 في المرة الأولى ليلعب معه ستة مواسم ثم في موسم 2007–08 لمدة موسم واحد، مشاركًا طوالها في 167 مباراة سجل خلالها 6 أهداف. ثم انتقل إلى نادي فيليز سارسفيلد في موسم 2006–07 في المرة الأولى لمدة موسم واحد ثم في موسم 2008–09 ليلعب معه سبعة مواسم، حيث شارك طوالها في 237 مباراة سجل خلالها 6 أهداف أيضًا. لينتقل بعدها إلى نادي إنديبندينتي ما بين عامي 2015 و2016 لمدة موسم واحد، مشاركًا في 18 مباراة ولم يسجل أي هدف. ثم انتقل إلى نادي تيغري في عامي 2016-2018 ولمدة موسمين، مشاركًا في 17 مباراة ولم يسجل أي هدف أيضًا. هذا وانتقل لاحقًا إلى نادي أرسنال ساراندي في موسم 2017–18 واستمر معه طيلة ثلاثة مواسم، مشاركًا في 58 مباراة سجل خلالها هدفًا واحدًا.

## وصلات خارجية
- إيميليانو بابا على موقع الاتحاد الدولي (مؤرشف)  (الإنجليزية)
- إيميليانو بابا على موقع قاعدة بيانات كرة القدم.إي يو (الإنجليزية)
- إيميليانو بابا على موقع ناشيونال فوتبول تيمز (الإنجليزية)
- إيميليانو بابا على موقع Soccerway.com (الإنجليزية)
- إيميليانو بابا على موقع عالم كرة القدم.نت (الإنجليزية)